# 大人のおしゃれ手帖
大人のおしゃれ手帖（おとなのおしゃれてちょう）とは、出版社宝島社が発行する50代女性がターゲットの女性誌。ファッション・美容・健康・料理など、おしゃれと暮らしのライフスタイル全般を発信する雑誌として毎月発行している。

## 概要
2015年に『e-MOOK リンネル特別編集　大人のおしゃれ手帖』として発刊。40代・50代をターゲットにし、雑誌「リンネル」の大人版としてスタート。vol.6まで発行したのち、2014年3月に月刊化。2014年3月7日に新創刊号が発売される。毎月7日発売。
創刊当初は40代・50代をターゲットにしていたが、現在は50代女性をメインターゲットに、暮らしや健康、美容、ファッションなど幅広いテーマを扱っている。特に「更年期」にまつわるテーマに力を入れており、同編集部が主催する「更年期川柳」大賞は話題を呼んでいる。
2022年からウェブメディア「大人のおしゃれ手帖web」も開設。大人の女性の暮らしに役立つ情報を毎日更新して配信している。

## 過去の表紙女優
- 天海祐希
- 石田ゆり子
- 板谷由夏
- 吉瀬美智子
- 木村多江
- 木村佳乃
- 桐島かれん
- 黒田知永子
- 小林聡美
- 鈴木京香
- 鈴木保奈美
- 鶴田真由
- 中谷美紀
- 永作博美
- 西田尚美
- 原田知世
- 樋口可南子
- 本上まなみ
- 松雪泰子
- 南果歩
- 安田成美
- 吉田羊

## 連載
- 酒井順子「このとしにして」
- 桐島かれん「Blooming Life」
- ワタナベマキ「恋するマキ食堂」
- 清水ミチコ「シミチコキッチン」
- 神野三鈴「ひとつひとつ」

## 過去の連載
- 真梨幸子「カウントダウン」
- 本上まなみ「京都で大人になってきます」
- 石井佳苗「大人のチープシック」
- 清水ミチコ「タイムイズボディ」
- 西村玲子「大人のおしゃれ時間」
- 高田聖子「とかげのしっぽ」
- 真藤舞衣子「発酵美人になりませう。」
- 伊藤佐智子「世な夜な」
- 中村倫也「孤軍奮闘記」
- 南果歩「I am Here!」